# Miguel Ángel Gómez
Miguel Ángel Gómez Leyva (* 5. September 1957 in Mexiko-Stadt) ist ein mexikanischer Fußballtrainer und ehemaliger -spieler auf der Position eines Stürmers.

## Laufbahn

### Spieler
Gómez spielte zunächst für den Puebla FC und wechselte 1983 zum CF Oaxtepec, für den er in der Saison 1983/84 insgesamt 9 Tore erzielte. Als die Erstliga-Lizenz des Vereins 1984 mit einem Großteil der Spieler auf die Ángeles de Puebla übertragen worden war, spielte Gómez für diesen Verein, für den er in der  Saison 1984/85 insgesamt 19 Tore erzielte und somit den zweiten Platz der Torschützenliste hinter dem achtfachen Torschützenkönig der mexikanischen Liga, Evanivaldo Castro vom Club León, belegte.
Für die Saison 1987/88 wechselte er zum Hauptstadtverein CD Cruz Azul (es war die einzige Spielzeit, in der Gómez in seiner Geburtsstadt spielte) und anschließend zum Tampico-Madero FC, dessen Lizenz nach der Saison 1980/90 auf den Querétaro Fútbol Club übertragen wurde, bei dem Gómez seine aktive Laufbahn 1993 beendete und anschließend in den Trainerstab übernommen wurde.

### Trainer
Im Torneo Invierno 1999 war Gómez Assistenztrainer von Javier Aguirre, als der CF Pachuca die mexikanische Fußballmeisterschaft gewann. In der Saison 2003/04 übte Gómez bei den Jaguares de Acapulco erstmals das Amt eines Cheftrainers aus. Zehn Jahre später betreute Gómez die in der drittklassigen Segunda División spielende Mannschaft der Linces de Tlaxcala, mit der er die Hinrundenmeisterschaft der Liga de Ascenso in der Apertura 2013 gewann.
2015 arbeitete er als Assistent von Sergio Almaguer im Trainerstab der mexikanischen U-20-Nationalmannschaft und ist aktuell als Assistenztrainer der U-20-Mannschaft des Querétaro Fútbol Club tätig.

## Erfolge

### Als Trainer
- Meister der drittklassigen Segunda División: Apertura 2013